# Friedrich Merz
Joachim-Friedrich Martin Josef Merz (Brilon, 11. studenoga 1955.) njemački je političar koji obnaša dužnost saveznog kancelara Njemačke od 6. svibnja 2025. i čelnika Kršćansko-demokratske unije (CDU). Od siječnja 2022. vodio je parlamentarnu skupinu CDU/CSU, a bio je i čelnik oporbe u Bundestagu od veljače 2022. do svibnja 2025. U rujnu 2024. postao je kandidat CDU/CSU-a za kancelara Njemačke uoči saveznih izbora 2025. S CDU-om koji je osvojio najviše mjesta na njemačkim saveznim izborima 2025. godine, postao je kancelar Njemačke, prisegnuvši u Bundestagu 6. svibnja 2025.
Merz je rođen u Brilonu, Sjeverna Rajna-Vestfalija. Pridružio se Mladom sindikatu 1972. Nakon završetka studija prava 1985., Merz je radio kao sudac i korporativni pravnik prije nego što je ušao u politiku s punim radnim vremenom 1989. kada je izabran u Europski parlament. Nakon jednog mandata izabran je u Bundestag, gdje se profilirao kao vodeći stručnjak za financijsku politiku u CDU-u. Godine 2000. izabran je za predsjednika parlamentarne skupine CDU/CSU iste godine kada je Angela Merkel izabrana za predsjednicu CDU-a, a tada su bili glavni rivali za vodstvo stranke, koja je zajedno s CSU-om predvodila oporbu.
Nakon saveznih izbora 2002. čelnica stranke CDU Angela Merkel preuzela je mjesto predsjednice zastupničkog kluba, dok je Merz izabran za zamjenika šefa zastupničkog kluba. U prosincu 2004. podnio je ostavku na ovu dužnost, čime je odustao od višegodišnje borbe za vlast s Merkel i postupno se povukao iz politike, fokusirajući se na pravnu karijeru i potpuno napustivši parlament 2009., sve do svog povratka u parlament 2021. Godine 2004. postao je viši savjetnik kod Mayera Browna, gdje se usredotočio na spajanja i akvizicije, bankarstvo i financije. Bio je član upravnih odbora brojnih tvrtki, uključujući BlackRock Njemačka. Korporacijski odvjetnik i poznati multimilijunaš, Merz je također ovlašteni privatni pilot i posjeduje dva zrakoplova. Godine 2018. najavio je povratak u politiku. Izabran je za čelnika CDU-a u prosincu 2021., a dužnost je preuzeo u siječnju 2022. Nije uspio osvojiti tu poziciju na dva prethodna izbora za vodstvo 2018. i u siječnju 2021.
Kao mladi političar 1970-ih i 1980-ih, bio je nepokolebljivi pristaša antikomunizma, dominantne političke doktrine Zapadne Njemačke i temeljnog načela CDU-a. Merz se smatra predstavnikom tradicionalnog establišmenta, konzervativnog i pro-poslovnog krila CDU-a. Njegova knjiga „Mehr Kapitalismus wagen” (Prema više kapitalizma) zagovara ekonomski liberalizam. Dugo se smatrao „iznimno proameričkim” i bio je predsjednik udruge „Atlantik-Brücke” koja promiče njemačko-američko prijateljstvo i atlantizam. Čvrsti je pristaša Europske unije, NATO-a i liberalnog međunarodnog poretka, opisavši sebe kao „istinski uvjerenog Europljanina, uvjerenog transatlantista i Nijemca otvorenog prema svijetu”.
Poznat je po oštrom stavu prema Rusiji i Kini, te je kritičan prema Trumpovoj administraciji. Usporedio je Sjedinjene Države pod Donaldom Trumpom s Rusijom pod Vladimirom Putinom, kritizirao američko i rusko uplitanje u izbore i rekao da Europa mora hitno ojačati svoju obranu i potencijalno pronaći zamjenu za NATO kako bi postigla neovisnost od Sjedinjenih Država.